# Astèrix a l'Índia
Astèrix a l'Índia (títol original en francès: Astérix chez Rahàzade) és el vint-i-vuitè àlbum de la sèrie Astèrix el gal. Va ser el quart publicat després de la mort de René Goscinny, quedant Albert Uderzo encarregat del guió i del dibuix. Va ser publicat en francès el 1987, amb una tirada original d'1.700.000 exemplars.

## Sinopsi
Els habitants del poblet gal coneixen a Khabut, un fakir arribat des de l'Índia sobre la seva catifa voladora. Hi ha anat fins allà per trobar al bard Asseguratòrix, qui té el poder de provocar (involuntàriament) una tempesta amb el seu cant (horrible). Els explica que a l'Índia no ha caigut ni una gota de pluja en tota l'estació del monsó, i que el gurú Kinbandharr pretén que l'únic mitjà per apaivagar els déus i que facin caure la pluja sobre el Ganges és sacrificar la princesa Maharajada, la filla del rajà Vapagalivah. Per tant, li demana que vagi amb ell fins a l'Índia, perquè canti i provoqui la pluja, i així doncs la princesa no serà executada. El bard accepta de fer el viatge, i Astèrix i Obèlix l'acompanyen al viatge per protegir-los.

## Comentaris
- El títol original en francès, Astérix chez Rahàzade, és un joc de paraules que suggereix el nom Xahrazad, protagonista del llibre de Les mil i una nits.
- En aquest àlbum es veu el bard Asseguratòrix bevent la poció màgica per primera vegada (p. 44)
- Hi ha una picada d'ull cap a un dels altres personatges clàssics del còmic francès: Iznogud. El gurú Kinbandharr diu que serà rajà en lloc del rajà (tot i que Iznogud volia ser califa en lloc del califa)
- Aquesta és la primera referència a l'Índia en una aventura d'Astèrix. Si bé hi ha detalls històricament correctes (com les deïtats del Rig Veda, per exemple), els detalls arquitectònics o de vestimenta són clarament islàmics, uns quants segles posteriors.
- El gag en què Asseguratòrix provoca la pluja al cantar és nou d'aquest llibre, i Uderzo el tornarà a fer servir a Astèrix la rosa i l'espasa.
- Quan Asseguratòrix canta a la casa del cap Abraracúrcix, plou a l'interior de la casa (provocant la ira de Karabella) (p. 10) No obstant això, quan canta a la seva cabana, plou a tot el poble (p. 6 i 7).
- El petit rajà Vapagalivah, la seva filla la princesa Maharajada i el malvat Gran Visir gurú Kinbandharr recorden als personatges de la pel·lícula de Walt Disney Aladdin: el Sultà, la Princesa Jasmina i el Gran Visir Jafar.
- Astèrix, Obèlix i Asseguratòrix mengen caviar, un menjar pels pobres, com diuen els cuiners. És, evidentment, una referència al fet que avui només els rics poden menjar-ne.
- Per provocar la pluja, Asseguratòrix canta "Singin' in the Rain" ("Cantant sota la pluja"), feta famosa per Gene Kelly.
- La princesa Maharajada és una de les poques persones que expressen que els agrada la música d'Asseguratòtix: els altres són Gudurix, d'Astèrix i els normands, Pep, d'Astèrix a Hispània i Plaintcontrix d'Astèrix gladiador
- Mentre que els herois volen cap a l'Índia, es troben amb els Pirates a la mar Tirrena. En aquesta ocasió no hi ha baralla, però mentre que Obèlix busca alguna cosa per menjar, va llençant per la borda tots els diners que havien aconseguit els pirates... i finalment, quan els gals ja han marxat, el vigia negre enfonsa el vaixell perquè així no els derrotaran.
- Al banquet final, el ferrer Esautomàtix seu sol als peus de 'arbre on habitualment està lligat el bard, i s'ho mira tot amb cara de melangia.

## Personatges citats
- Agni (p 38) : déu del foc
- Ahura Mazda (p 28) : ésser suprem dels Perses.
- Cíbele (p 18) : deessa de la fertilitat
- Esculapi (p 17) : déu de la medicina.
- Gran Deessa (p 29) : divinitat principal des Escites.
- Indra (p 10) : déu de les aigües
- Iznogud (p 43) : cosí de Kinbandharr.
- Kàla (p 38) : déu del temps.
- Pusan (p 43) : déu dels animals domestics.
- Skambha (p 43) : déu pilar còsmic que suporta el cel.
- Surya (p 38) : déu del Sol.
- Ulisses (p 21) : heroi grec.
- Vac (p 38) : déu de la paraula.
- Vayu (p 38) : gran divinitat vèdica a l'Índia.
- Vixnu (p 45) : "déu que té diversos braços".